# Travassós (Vila Verde)
Travassós é uma povoação portuguesa do Município de Vila Verde que foi sede da extinta Freguesia de Travassós, freguesia que tinha 0,93 km² de área e 218 habitantes (2011), e, por isso, uma densidade populacional de 234 hab/km².
A Freguesia de Travassós foi extinta (agregada) em 2013, no âmbito de uma reforma administrativa nacional, para, em conjunto com as Freguesias de Esqueiros e de Nevogilde formar uma nova freguesia denominada União das Freguesias de Esqueiros, Nevogilde e Travassós.

## População
| População da freguesia de Travassós | População da freguesia de Travassós | População da freguesia de Travassós | População da freguesia de Travassós | População da freguesia de Travassós | População da freguesia de Travassós | População da freguesia de Travassós | População da freguesia de Travassós | População da freguesia de Travassós | População da freguesia de Travassós | População da freguesia de Travassós | População da freguesia de Travassós | População da freguesia de Travassós | População da freguesia de Travassós | População da freguesia de Travassós |
| ----------------------------------- | ----------------------------------- | ----------------------------------- | ----------------------------------- | ----------------------------------- | ----------------------------------- | ----------------------------------- | ----------------------------------- | ----------------------------------- | ----------------------------------- | ----------------------------------- | ----------------------------------- | ----------------------------------- | ----------------------------------- | ----------------------------------- |
| 1864                                | 1878                                | 1890                                | 1900                                | 1911                                | 1920                                | 1930                                | 1940                                | 1950                                | 1960                                | 1970                                | 1981                                | 1991                                | 2001                                | 2011                                |
| 230                                 | 208                                 | 186                                 | 211                                 | 196                                 | 184                                 | 226                                 | 221                                 | 221                                 | 194                                 | 168                                 | 206                                 | 207                                 | 217                                 | 218                                 |

## História
Travassós integrou o extinto concelho de Vila Chã, do qual teve a sede, no lugar de Revenda, transitando, posteriormente, para a freguesia de São Paio de Vila Verde. A partir de 1836 o concelho foi designado de Vila Chã e Larim. Em 24 de Outubro de 1855, aquele concelho foi extinto e Travassós passou para o concelho (atual município) de Vila Verde.

## Património
- Igreja Paroquial de Travassos;
- Capela de Santo António.